# Яранская женская гимназия
Яранская женская гимназия — всесословное среднее учебное заведение, открытое в Яранске в 1868 году.

## История
Здание построено во 2-й половине XIX века. 18 октября 1868 года в нём было основано Комиссаровское женское училище, в 1872 году преобразованное в женскую прогимназию. 18 августа 1898 году прогимназия стала восьмилетней женской гимназией. С 1919 года в здании располагается школа II ступени с кооперативным уклоном. С 1931 года и по настоящее время — средняя школа №1. В 2010 году название изменилось на «Средняя общеобразовательная школа с углублённым изучением отдельных предметов»

## Начальники училища / прогимназии / гимназии
- Красовский Александр Иванович (1867—1872)
- Попова Мария Александровна (1872—1879)
- Павловская Екатерина Васильевна (1879—1889)
- Попова Екатерина Васильевна (1890—1903)
- Веретенникова Мария Ивановна (1904—1908)
- Мазинг Анна Юлиевна (1909—1912)
- Ивановская Александра Александровна (1914—1917)